# Royce Gracie
Royce Gracie, né le 12 décembre 1966 à Rio de Janeiro, est une personnalité importante du monde des arts martiaux mixtes (MMA) et un membre de la famille brésilienne des Gracie. Il est mondialement connu pour avoir révolutionné les arts martiaux dans les années 1990, en introduisant les techniques du jiu-jitsu brésilien enseignées par sa famille dans les compétitions de MMA, et en remportant, lors des premières éditions de l'Ultimate Fighting Championship, des combats contre des adversaires beaucoup plus lourds que lui et venant de styles très différents.
Son style particulier — il combattait en kimono (keikogi) — et ses techniques à base de combat au sol, soumission, clefs articulaires et étranglements, dont il a montré l'efficacité face aux écoles traditionnelles de combat aux poings, ont contribué à changer la philosophie des matchs de combat libre par la suite.
Il demeure le seul combattant professionnel à avoir vaincu quatre adversaires dans la même soirée (lors de l'UFC 2).

## Biographie
Royce est un membre de la famille Gracie, famille fondatrice du jiu-jitsu brésilien. Il est le fils de Hélio Gracie, fondateur originel, avec son frère aîné Carlos Gracie, de la version brésilienne du jiu-jitsu traditionnel, importé par le japonais Mitsuyo Maéda dans les années 1920 au Brésil. Il grandit dans sa ville natale, Rio de Janeiro.
En Février 2024, Royce se converti à l’Islam.

## Parcours en MMA

### Ultimate Fighting Championship
Royce Gracie participe au tout premier tournoi de l'Ultimate Fighting Championship, le 12 novembre 1993, en tant qu'émissaire de la famille Gracie et afin d'y défendre le jiu-jitsu brésilien ou Gracie jiu-jitsu.
La compétition organisée entre autres, par Rorion Gracie, considérée aujourd'hui comme un événement majeur de la naissance des MMA modernes, se présentent comme un tournoi à huit hommes, sans limite de poids, ni de temps, opposés dans un octogone grillagé clos avec des règles libres permettant de déterminer quel style de combat est le plus efficace. Les autres combattants représentent le sumo, le taekwondo, le karaté, la boxe anglaise, le kick-boxing ou encore le shootfighting.
À cette époque où aucun règlement vestimentaire n'est encore en place, Royce Gracie se bat alors en keikogi et affronte au premier tour le boxeur Art Jimmerson, qui décide lui de n'utiliser qu'un seul gant sur son poing avant. Des années plus tard, la raison de ce choix de Jimmerson interroge encore les amateurs,
mais il n'a pas l'occasion d'envoyer un seul coup de poing car il est très tôt amené dos au tapis avec un double ramassement de jambes. Gracie passe alors en position montée et cherche la soumission avant que le boxeur ne signale rapidement son abandon en tapotant quelquefois sur son adversaire, sans même qu'un étranglement ne soit réellement appliqué. L'arbitre ne semble pourtant pas au courant de cette manière de se retirer du combat mais après une brève explication avec Royce Gracie, ce dernier est finalement déclaré vainqueur et avance jusqu'en demi-finale.
Dans son deuxième combat de la soirée, il rencontre alors le disciple du shootfighting, Ken Shamrock. Si Gracie n'arrive pas cette fois-ci à amener rapidement son adversaire au sol, il réussit à prendre son dos alors que ce dernier tente une clé de jambe. Pris dans un étranglement arrière, Shamrock tape lui aussi plusieurs fois sur le tapis pour marquer sa soumission. Mais à nouveau, une discussion avec l'arbitre s'avère nécessaire pour qu'il comprenne le geste,.
Gracie se retrouve alors en finale face au kick-boxeur et karatéka néerlandais, Gerard Gordeau. Il arrive à amener son adversaire au sol puis lui appliquer un étranglement arrière pour remporter le match et le tournoi en moins de deux minutes. Cette fois-ci, Royce Gracie maintient plus longtemps sa prise expliquant après le combat que son adversaire lui a mordu l'oreille et qu'il a par conséquent voulu lui donner une leçon,,.
Entre 1993 et 1994, il remporte consécutivement 11 combats, tous par soumission, et remporta les tournois UFC 1, UFC 2 et UFC 4. Il fait également un match nul contre Ken Shamrock lors du combat exceptionnel de l'UFC 5.
Grâce à lui, le monde du combat découvrit le combat au sol et le jiu-jitsu brésilien. Par la suite, se développèrent le grappling, le cross training, et finalement les arts martiaux mixtes.
Néanmoins son style devint, en compétition, moins efficace avec le temps, les règles du circuit MMA évoluant d'une part, et le cross-training se développant d'autre part.
Lors des premières compétitions de MMA les arbitres laissaient l'action au sol se poursuivre durant de longues minutes, laissant ainsi au Gracie Jiu-Jitsu, basé sur des techniques de chutes/soumissions, la possibilité de faire la différence. Avec le temps, l'usage devint pour les besoins du spectacle de remettre les combattants debout, face à face, lorsque l'action au sol se prolongeait trop longtemps.
L'exemple le plus flagrant de cette évolution restera le combat entre Royce Gracie et Kazushi Sakuraba (surnommé « The Gracie hunter ») au cours duquel ce dernier contra, parfois de manière spectaculaire, les tentatives de Royce Gracie pendant le combat et le poussa à abandonner.
Royce Gracie a été testé positif à la nandrolone, un stéroïde anabolisant, après son combat du 2 juin 2007 contre Kazushi Sakuraba.

### Retraite et retour au Bellator MMA
Début novembre 2015, une troisième rencontre entre les pionniers et vétérans des MMA, Royce Gracie et Ken Shamrock, est annoncée et promue par l'organisation du Bellator MMA. Le match est alors prévu pour le Bellator 149 du 19 février 2016.

## Palmarès en arts martiaux mixtes
| Résultat | Record | Adversaire       | Méthode                               | Événement                             | Date             | Round | Temps | Lieu                                    | Notes                                                                                            |
| -------- | ------ | ---------------- | ------------------------------------- | ------------------------------------- | ---------------- | ----- | ----- | --------------------------------------- | ------------------------------------------------------------------------------------------------ |
| Victoire | 15-2-3 | Ken Shamrock     | TKO (coups de poing et genou)         | Bellator 149: Shamrock vs. Gracie III | 19 février 2016  | 1     | 2:22  | Houston, Texas, États-Unis              |                                                                                                  |
| Victoire | 14-2-3 | Kazushi Sakuraba | Décision unanime                      | K-1 Dynamite!! USA                    | 2 juin 2007      | 3     | 5:00  | Los Angeles, Californie, États-Unis     |                                                                                                  |
| Défaite  | 13-2-3 | Matt Hughes      | TKO (coups de poing)                  | UFC 60: Hughes vs. Gracie             | 27 mai 2006      | 1     | 4:39  | Los Angeles, Californie, États-Unis     |                                                                                                  |
| Égalité  | 13-1-3 | Hideo Tokoro     | NC                                    | K-1 Premium 2005 Dynamite             | 31 décembre 2005 | 2     | 10:00 | Osaka, Japon                            |                                                                                                  |
| Victoire | 13-1-2 | Akebono Taro     | Soumission (clé de poignet)           | K-1 Premium 2004 Dynamite             | 31 décembre 2004 | 1     | 2:13  | Osaka, Japon                            |                                                                                                  |
| Égalité  | 12-1-2 | Hidehiko Yoshida | NC                                    | Pride Shockwave 2003                  | 31 décembre 2003 | 2     | 10:00 | Saitama, Japon                          |                                                                                                  |
| Défaite  | 12-1-1 | Kazushi Sakuraba | TKO / Arrêt du coin                   | Pride Grand Prix 2000 Finals          | 1er mai 2000     | 6     | 15:00 | Tokyo, Japon                            |                                                                                                  |
| Victoire | 12-0-1 | Nobuhiko Takada  | Décision                              | Pride Grand Prix 2000 Opening Round   | 30 janvier 2000  | 1     | 15:00 | Tokyo, Japon                            |                                                                                                  |
| Égalité  | 11-0-1 | Ken Shamrock     | NC                                    | UFC 5                                 | 7 avril 1995     | 1     | 36:00 | Charlotte, Caroline du Nord, États-Unis | Résultat dû à l'absence de juges. Plus long combat de l'histoire de l'UFC.                       |
| Victoire | 11-0   | Dan Severn       | Soumission (étranglement en triangle) | UFC 4                                 | 16 décembre 1994 | 1     | 15:49 | Tulsa, Oklahoma, États-Unis             | Remporte le tournoi de l'UFC 4.                                                                  |
| Victoire | 10-0   | Keith Hackney    | Soumission (clé de bras)              | UFC 4                                 | 16 décembre 1994 | 1     | 5:32  | Tulsa, Oklahoma, États-Unis             | Demi-finale de l'UFC 4.                                                                          |
| Victoire | 9-0    | Ron van Clief    | Soumission (étranglement arrière)     | UFC 4                                 | 16 décembre 1994 | 1     | 3:59  | Tulsa, Oklahoma, États-Unis             | Quart de finale de l'UFC 4.                                                                      |
| Victoire | 8-0    | Kimo Leopoldo    | Soumission (clé de bras)              | UFC 3                                 | 9 septembre 1994 | 1     | 4:40  | Charlotte, Caroline du Nord, États-Unis | Quart de finale de l'UFC 3. Gracie prend la décision de se retirer du tournoi après sa victoire. |
| Victoire | 7-0    | Patrick Smith    | Soumission (coups de poing)           | UFC 2                                 | 11 mars 1994     | 1     | 1:17  | Denver, Colorado, États-Unis            | Remporte le tournoi de l'UFC 2.                                                                  |
| Victoire | 6-0    | Remco Pardoel    | Soumission (lapel choke)              | UFC 2                                 | 11 mars 1994     | 1     | 1:31  | Denver, Colorado, États-Unis            | Demi-finale de l'UFC 2.                                                                          |
| Victoire | 5-0    | Jason DeLucia    | Soumission (clé de bras)              | UFC 2                                 | 11 mars 1994     | 1     | 1:07  | Denver, Colorado, États-Unis            | Quart de finale de l'UFC 2.                                                                      |
| Victoire | 4-0    | Minoki Ichihara  | Soumission (lapel choke)              | UFC 2                                 | 11 mars 1994     | 1     | 5:08  | Denver, Colorado, États-Unis            | Premier tour du tournoi de l'UFC 2.                                                              |
| Victoire | 3-0    | Gerard Gordeau   | Soumission (étranglement arrière)     | UFC 1                                 | 12 novembre 1993 | 1     | 1:44  | Denver, Colorado, États-Unis            | Remporte le tournoi de l'UFC 1.                                                                  |
| Victoire | 2-0    | Ken Shamrock     | Soumission (étranglement arrière)     | UFC 1                                 | 12 novembre 1993 | 1     | 0:57  | Denver, Colorado, États-Unis            | Demi-finale du tournoi de l'UFC 1.                                                               |
| Victoire | 1-0    | Art Jimmerson    | Soumission                            | UFC 1                                 | 12 novembre 1993 | 1     | 2:11  | Denver, Colorado, États-Unis            | Premier tour du tournoi de l'UFC 1.                                                              |